# Juan María Marcelino Gilibert
Juan María Marcelino Gilibert (en francés: Jean-Marie Marcelin Gilibert, Fustignac, Alto Garona, 28 de febrero de 1839 - Bogotá, 11 de septiembre de 1923) fue un militar francés, reconocido por ser el oficial extranjero al que el gobierno colombiano le encomendó organizar las fuerzas policiales nacionales en Colombia. 
Fue el organizador de la Policía Nacional de Colombia el 5 de noviembre de 1891, por encargo del entonces presidente de Colombia Carlos Holguín, siendo así mismo el primer director de la Institución en varios períodos: 1891-1892, 1893-1898, y 1906-1909.

## Biografía

### Carrera militar
Participó en campañas militares en África y en la Guerra Franco-prusiana, en donde Juan María resultó herido, en el año de 1870, y obtuvo el grado de sargento mayor de primera clase. Posteriormente cayó prisionero en tres ocasiones, de las cuales logró fugarse. Al terminar la guerra, fue condecorado con la medalla militar y volvió con su regimiento a Constantinopla, donde fue designado comisario especial de 5.ª clase de la Policía francesa. Ascendió gradualmente hasta alcanzar el grado de comisario 1.º, en la ciudad de Lille.

### Director de la Policía de Colombia (1892-1898)
En 1891 fue seleccionado para reorganizar el cuerpo de policía de Colombia a solicitud del presidente Carlos Holguín, el cual sancionó la Ley de creación de la nueva Institución. Gilibert dividió a Bogotá en seis circunscripciones de policía (cada una a cargo de una comisaría conformada por 60 agentes), la División Central y la División de Seguridad.
La oficina del Director y las dos divisiones se ubicaron inicialmente en el Hotel Universo, situado en la calle 10 entre carreras 10 y 11. Gilibert prácticamente vivía en su despacho, pendiente de la implementación del Reglamento de Policía creado por él, como lo demostró con la destitución de dos agentes que dieron declaraciones a la prensa antes que a sus superiores, afirmando haber visto un fantasma en la Calle 14, al lado del Colegio del Rosario, en varias noches de abril de 1892.
El presidente Miguel Antonio Caro volvió a nombrarlo como director de la Policía para enfrentar los violentos disturbios que vivió Bogotá entre el 15 y el 17 de enero de 1893. En abril de 1894, Gilibert desmanteló una conspiración de artesanos contra el presidente Caro y su gabinete; y en enero de 1895 frustró una nueva conspiración. A raíz del robo de una joyería en Bogotá, Gilibert renunció de manera irrevocable a la dirección de la Policía en 1898.
El general Rafael Reyes, en ejercicio de la Presidencia de la República, le pide a Gilibert que vuelva a dirigir la institución, tarea que retoma en 1906, oportunidad en la que adelantó la primera reforma orgánica de la Institución desde que fue fundada.

## Cambio de tumba
En 2001, su nieto Luis Ernesto Gilibert, en ese momento director de la Policía colombiana, ordenó el traslado de los restos de Juan María Marcelino Gilibert del cementerio Central de Bogotá al osario del Centro Religioso de la Policía Nacional, en el marco del aniversario número 110 de la institución.